# Bandsäl
Bandsäl (Histriophoca fasciata, tidigare Phoca fasciata) är en säl i familjen öronlösa sälar som lever i den arktiska delen av Stilla havet och i Norra Ishavet. En större population finns även i Ochotska havet. Under vandringar når arten söderut till norra Japan.

## Utseende
Vuxna bandsälar har svart päls med vita band. Ett band går runt halsen och ett runt kroppen i närheten av svansen. Dessutom finns två cirkelformiga band på varje sida. Kontrasten mellan färgerna är större hos hannen än hos honan. Nyfödda bandsälar är vita och unga djur grå. Först vid fyra år är den typiska färgen utvecklad.  Sälarten är omkring 150 centimeter lång och 80 kilogram tung. Vid födelsen är ungen cirka 90 cm lång och den väger ungefär 10 kg. Vid bröstfenorna sitter långa klor. De används troligen för att klättra upp på isflak.

## Ekologi
Födan är huvudsakligen fisk och bläckfiskar. Bara unga djur äter också kräftdjur. Bandsälar lever ensamma och bildar inga flockar, undantaget mindre flockar på isen. I motsats till andra öronlösa sälar använder de sällan sina bröstfenor på isen. Istället flyttar de kroppens tyngdpunkt från ena till andra sidan för att ta sig framåt. Efter dräktigheten, som varar i ungefär 11 månader, föder honan under senvåren (april–maj) en unge. Efter födelsen diar honan kalven fyra veckor och lämnar den därefter ensam. Ungen stannar på isen en vecka och börjar sedan att dyka och jaga. Den genomsnittliga livslängden uppskattas till 20 år. Den maximala livslängden är 25 till 30 år. Bandsälen kan dyka till minst 500 meters djup. Ungdjur blir könsmogna 3 till 5 år efter födseln.

## Status och hot
Unga bandsälar var liksom grönlandssälar eftertraktade av pälsjägare, men på grund av deras ensamma livsstil var jakten besvärligare. År 1969 införde Sovjetunionen skyddsåtgärder för bandsäl, vilka fortsattes av Ryssland, men den kommersiella jakten upphörde först under 1990-talet. Uppskattningar för hela beståndet varierar mellan 230 000 och cirka 750 000 individer. På grund av denna osäkerhet angående beståndets utveckling listas arten av IUCN med kunskapsbrist (data deficient).